# Celi Firmià Simposi
Celi Firmià Simposi (en llatí Caelius Firmianus Symposius o Simphosius o Symphosius) va ser un poeta romà que va compondre uns hexàmetres per la Saturnàlia.
Va escriure uns Aenigmata  ("Enigmes"), composta per cent tres-tres hexàmetres, cada un dels quals compren un enigma. Aquest treball es troba a la Antologia llatina i va tenir una extraordinària influència a l'Edat mitjana i en la posterior Poesia enigmàtica. Un exemple:
Tinc el mateix aspecte que la nit, però no sóc de color negre / al mig dia porto amb mi la foscor / ni les estrelles em donen claredat ni Cíntia em dóna la llum
Els enigmes de Simposi estan escrits en un estil senzill i descriptiu, i només un, el XCVI, no sembla original. La majoria fan referència a objectes casolans o de treball, animals o fenòmens meteorològics. A Roma (1581) van ser editats i comentats per l'humanista italià Giuseppe Castiglione.
Va compondre també dues odes, De Fortuna, en tetràmetres coriàmbics, i De Livore, en hendecasíl·labs. Per algunes expressions sembla que era africà però l'època no s'ha pogut determinar. Alguns enigmes que planteja ja no s'usaven des de molt abans de la caiguda de l'Imperi Romà.